# ART1
ART1 (англ. ADP-ribosyltransferase 1) – білок, який кодується однойменним геном, розташованим у людей на 11-й хромосомі. Довжина поліпептидного ланцюга білка становить 327 амінокислот, а молекулярна маса — 36 335.
| 10         |  | 20         |  | 30         |  | 40         |  | 50         |
| ---------- |  | ---------- |  | ---------- |  | ---------- |  | ---------- |
| MQMPAMMSLL |  | LVSVGLMEAL |  | QAQSHPITRR |  | DLFSQEIQLD |  | MALASFDDQY |
| AGCAAAMTAA |  | LPDLNHTEFQ |  | ANQVYADSWT |  | LASSQWQERQ |  | ARWPEWSLSP |
| TRPSPPPLGF |  | RDEHGVALLA |  | YTANSPLHKE |  | FNAAVREAGR |  | SRAHYLHHFS |
| FKTLHFLLTE |  | ALQLLGSGQR |  | PPRCHQVFRG |  | VHGLRFRPAG |  | PRATVRLGGF |
| ASASLKHVAA |  | QQFGEDTFFG |  | IWTCLGAPIK |  | GYSFFPGEEE |  | VLIPPFETFQ |
| VINASRLAQG |  | PARIYLRALG |  | KHSTYNCEYI |  | KDKKCKSGPC |  | HLDNSAMGQS |
| PLSAVWSLLL |  | LLWFLVVRAF |  | PDGPGLL    |  |            |  |            |

A: Аланін

C: Цистеїн

D: Аспарагінова кислота

E: Глутамінова кислота

F: Фенілаланін

G: Гліцин

H: Гістидин

I: Ізолейцин

K: Лізин

L: Лейцин

M: Метіонін

N: Аспарагін

P: Пролін

Q: Глутамін

R: Аргінін

S: Серин

T: Треонін

V: Валін

W: Триптофан

Кодований геном білок за функціями належить до трансфераз, глікозилтрансфераз, ліпопротеїнів. 
Білок має сайт для зв'язування з НАД, НАДФ. 
Локалізований у мембрані, саркоплазматичному ретикулумі.